# موزه ملی پاکستان

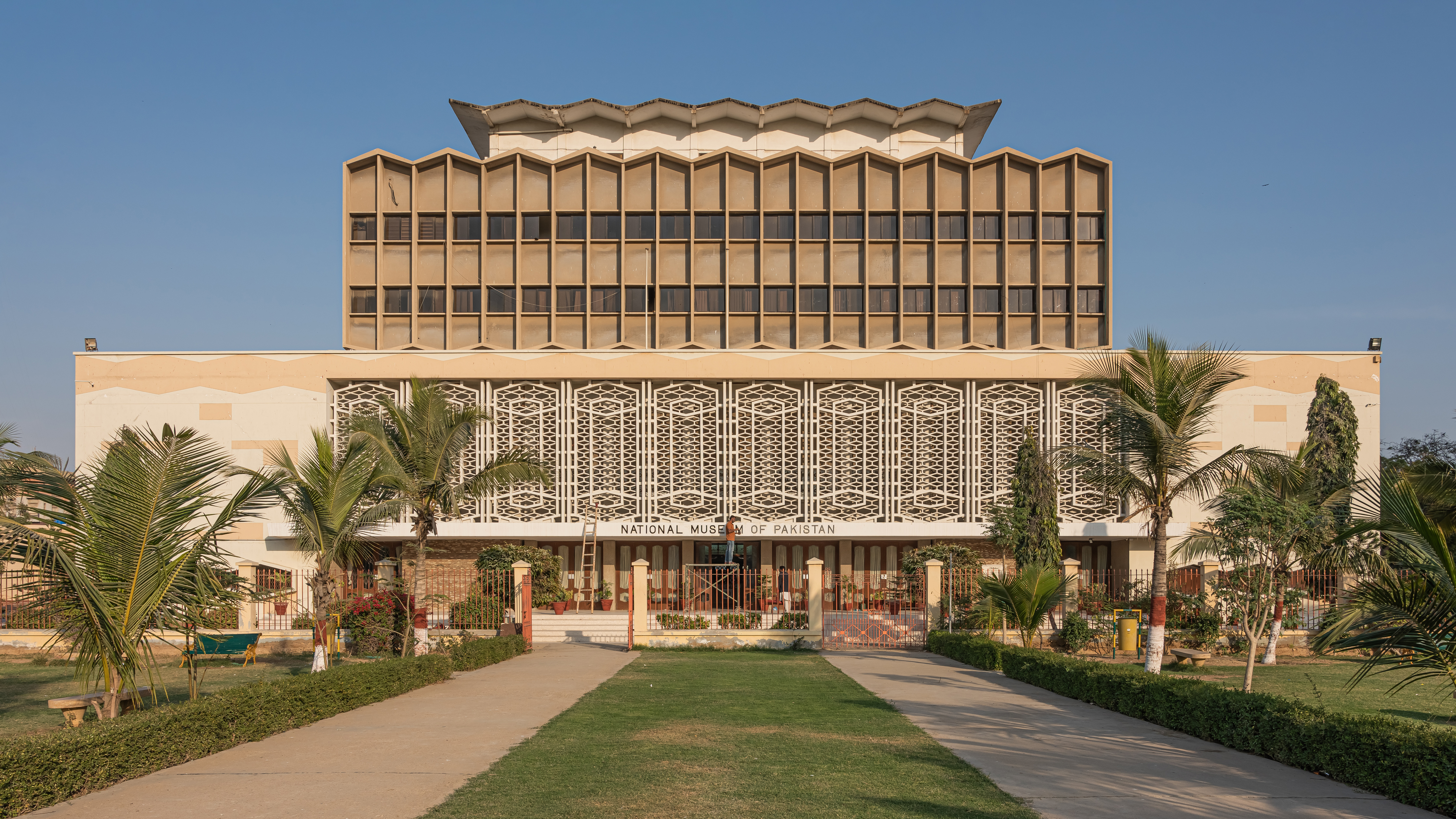
ساختمان اصلی موزه ملی پاکستان.

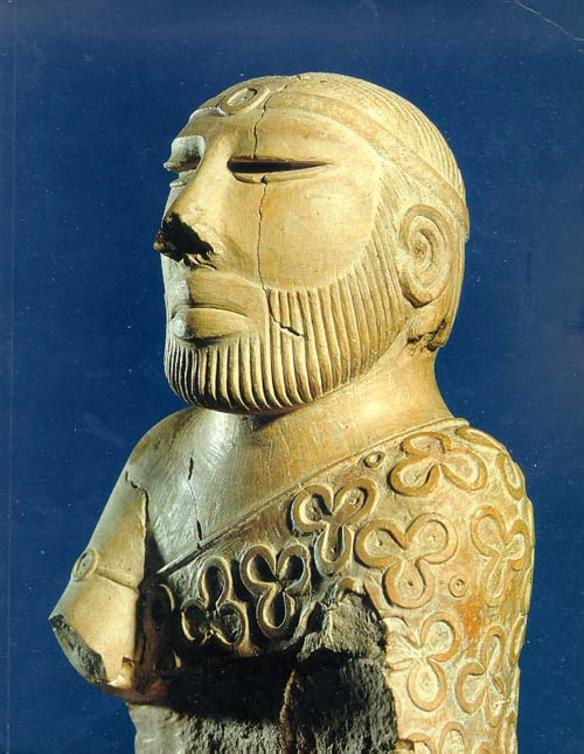
تندیسی متعلق به ۲۵۰۰ سال پیش از میلاد در موزه ملی پاکستان.

موزه ملی پاکستان (به اردو: قومی عجائب گھر پاکستان)، مجموعه‌ای از گنجینه‌ها، نسخه‌های خطی و آثار تاریخی متعلق به پاکستان را در خود جای داده است. این موزه در شهر کراچی واقع شده است.